# Santa Anastácia (título cardinalício)
O título cardinalício de Santa Anastácia (em latim, Sanctae Anastasiae) foi instituído pelo Papa Evaristo em torno de 105. Posteriormente, foi incluído entre os títulos do sínodo romano realizado em 1 de março de 499. A igreja para o qual ele está dedicado está localizado no sopé do Monte Palatino. Esta posição é uma exceção, uma vez que todos os 24 títulos no tempo do Papa Marcelo I estavam fora das muralhas da cidade de Roma, enquanto os diáconos estavam dentro.

## Titulares protetores
- Jerônimo (366?-420)
- Anastácio (circa 500-?)
- Eustrasio (731-745)
- Leão (745- 761)
- Clemente (761-?)
- Gregorio (771-?)
- Jorge (853-?)
- Domno (ou Domnus, ou Donnus, ou Domenico) (964-?)
- Giovanni (1044- 1061)
- Gaudenzio (1061-1063)
- Ponone (ou Penno) (1063-1073)
- Cunon (ou Conon ou Conone) (1073-1088)
- Giovanni da Gubbio (1088-1099)
- Teobaldo Boccapecora (1099 ou 1122-1124)
- Bosone (ou Bobone) (circa 1116-1122)
- Pierre (1126 ou 1127-circa 1134)
- Azzone degli Atti da Todi (?) (1134-1139)
- Rabaldo (ou Ribaldo, ou Rambaldo, ou Ribaud) (1139-1142)
- Giovanni Pizzuti (1158-circa 1182)
- Andrea Boboni Orsini (1188-1189)
- Boson d'Arles (1189-circa 1190)
- Romano (1191-1194)
- Gregorio Galgano (1198-1202)
- Roger (1205-1213)
- Gregorio Theodoli (1216-1227)
- Giacomo Savelli, in commendam (1254-1285?) Eleito Papa Honório IV
- Pilfort de Rabastens (1320-circa 1330)
- Adhémar Robert (1342-1352)
- Pierre de Salvete Monteruc (1356-1385)
- Pietro Tomacelli (1385-1389) Eleito Papa Bonifácio IX
- Jean Franczon Allarmet de Brogny (1385-1405), pseudocardeal do antipapa Clemente VII
- Enrico Minutoli (ou Minutolo) (1389-1405)
- Vicente de Ribas (1408)
- Guillaume Ragenel de Montfort (1432)
- Vacante (1432-1439)
- Giorgio Fieschi (1439-1449)
- Jordi d'Ornos (1440-1441), pseudocardeal do antipapa Félix V
- Louis de La Palud de Varembon, O.S.B. (1449-1451)
- Vacante (1451-1456)
- Giacomo Tebaldi (1456-1465)
- Giovanni Battista Zeno (ou Zen) (1470-1479)
- Paolo Fregoso (ou Campofregoso) (1480-1489)
- Antonio Pallavicini Gentili (ou Antoniotto) (1489)
- Vacante (1489-1493)
- John Morton (1493-1500)
- Antonio Trivulzio senior (Giovanni) (1500-1505)
- Robert Guibé (1505-1513)
- Vacante (1513-1517)
- Antoine Bohier Du Prat, O.S.B. (1517-1519)
- Lorenzo Campeggio (1519-1528)
- Antoine Duprat (ou Duprat) (1528-1535)
- Cristoforo Giacobazzi (ou Giacobacci, ou Jacobatii) (1536-1537)
- Robert de Lénoncourt (1540-1547)
- Francesco Sfondrati (1547-1550)
- Giovanni Angelo de' Medici (1550-1552) Eleito Papa Pio IV em 1559
- Giovanni Poggio (ou Poggi) (1552-1556)
- Giovanni Michele Saraceni (1557-1565)
- Scipione Rebiba (1565-1566)
- Pietro Francesco Ferrero (Giovanni) (1566)
- Ludovico Simonetta (1566-1568)
- Philibert Babou de la Bourdaisière (1568-1570)
- Antoine Perrenot de Granvelle (1570)
- Stanisław Hozjusz (ou Hoe, ou Hosz) (1570)
- Girolamo di Corregio (1570-1572)
- Gianfrancesco Gambara (1572-1578)
- Alfonso Gesualdo di Conza (ou Gonza) (1578-1579)
- Zaccaria Delfino (ou Dolfin) (1579-1583)
- Giovanni Francesco Commendone (1584)
- Pietro Donato Cesi (1584-1586)
- Ludovico Madruzzo (1586-1591)
- Giulio Canani (1591-1592)
- Simeone Tagliavia d'Aragonia (1592-1597)
- Bonifazio Bevilacqua Aldobrandini (1599-1601)
- Bernardo Sandoval Rojas (1601-1618)
- Felice Centini, O.F.M. Conv. (1621-1633)
- Ulderico Carpegna (1634-1659)
- Federico Sforza (1659-1661)
- Vacante (1661-1665)
- Carlo Bonelli (1665-1676)
- Camillo Massimo (1676-1677)
- Girolamo Gastaldi (1677-1685)
- Federico Baldeschi Colonna (ou Ubaldi) (1685-1691)
- Giambattista Costaguti (1691-1704)
- Giandomenico Paracciani (1706-1721)
- Nuno da Cunha e Ataíde (1721-1750)
- Carlo Maria Sacripante (1751-1756)
- Giacomo Oddi (1756-1758)
- Carlo Vittorio Amedeo Ignazio delle Lanze (1758-1763)
- Ludovico Calini (1766-1771)
- Vacante (1771-1785)
- Muzio Gallo (1785-1801)
- Ludovico Flangini (1802-1804)
- Ferdinando Maria Saluzzo (1804-1816)
- Francisco Antonio Javier de Gardoqui Arriquíbar (1817-1820)
- Johann Casimir Häffelin (1822-1827)
- Cesare Nembrini Pironi Gonzaga (1829-1837)
- Angelo Mai (1838-1854)
- Karl-August von Reisach (1855-1861); in commendam (1861-1869)
- Luigi Oreglia di Santo Stefano (1874-1884)
- Carlo Laurenzi (1884-1893)
- Andrea Carlo Ferrari (1894-1921)
- Michael von Faulhaber (1921-1952)
- James Francis McIntyre (1953-1979)
- Godfried Danneels (1983-2019)
- Eugenio Dal Corso, P.S.D.P. (2019-2024)